# Todd Bennett
Todd Anthony Bennett (Southampton, 6 luglio 1962 – Southampton, 16 luglio 2013) è stato un velocista britannico, specializzato nei 400 metri piani, di cui detenne anche il primato mondiale a livello indoor con il tempo di 45"56.
A livello individuale, vinse un titolo europeo juniores (1981), per due volte (1985 e 1987) il titolo europeo indoor e fu vicecampione mondiale a livello indoor (1985),  mentre, nella staffetta 4×400 m, vinse una medaglia d'argento agli Europei (1982), una medaglia d'argento ai Giochi Olimpici di Los Angeles del 1984 e due medaglie d'oro ai Giochi del Commonwealth (1982 e 1986).

## Biografia

### Vita privata
Era sposato con Vanessa, sua amica d'infanzia, dalla quale aveva avuto due figli, Aaron e Daena.

### Morte
Ammalatosi di cancro nel 2012, si spegne il 16 luglio 2013, a soli 51 anni.

## Palmarès
- 1981: Medaglia d'oro nei 400 m piani ai Campionati europei juniores
- 1982: Medaglia d'argento nella staffetta 4x400 ai Campionati europei
- 1982: Medaglia d'oro nella staffetta 4x400 ai Giochi del Commonwealth
- 1983: Medaglia di bronzo nella staffetta 4x400 ai Campionati mondiali
- 1984: Medaglia d'argento nella staffetta 4x400 ai Giochi Olimpici
- 1985: Medaglia d'oro nei 400 m piani ai Campionati europei indoor
- 1985: Medaglia d'argento nei 400 m piani ai Campionati mondiali indoor
- 1986: Medaglia d'oro nella staffetta 4x400 ai Giochi del Commonwealth
- 1986: Medaglia d'argento nei 200 m piani ai Giochi del Commonwealth
- 1987: Medaglia d'oro nei 400 m piani ai Campionati europei indoor

## Altre competizioni internazionali
1989
- Coppa Europa di atletica leggera ( Gateshead)